# Кампо (Јужна Корзика)
Кампо (фр. Campo) је насељено место у Француској у региону Корзика, у департману Јужна Корзика.
По подацима из 2011. године у општини је живело 89 становника, а густина насељености је износила 26,97 становника/km².

## Демографија
| 1962. | 1968. | 1975. | 1982. | 1990. | 2011. |
| ----- | ----- | ----- | ----- | ----- | ----- |
| 134   | 140   | 130   | 56    | 65    | 89    |